# Desireless
Desireless, nom artístic de Claudie Fritsch-Mentrop (París, França, 25 de desembre de 1952) és una músic francès. És coneguda sobretot per la seva cançó Voyage, Voyage, publicada el 1986 i promocionada en un vídeo dirigit per Bettina Rheims en el qual va mostrar l'artista amb un estil fred i andrògin similar a una onada d'altres cantants contemporànies com Annie Lennox o Grace Jones.

## Biografia
Nascuda el dia de Nadal de 1952, Claudie Fritsch va passar la major part de la seva infantesa a Le Tréport. Després de deixar l'escola a l'educació secundària, Claudie Fritsch va fer classes d'estilisme l'any 1970 a l'escola Studio Berçot de París i es va llançar a la moda. A la mateixa dècada de 1970, va llançar la seva pròpia col·lecció de moda "Poivre et sel" amb Claude Sabbah.

## Trajectòria
Va ser l'any 1980, després d'un viatge a l'Índia, que Claudie Fritsch va començar a interessar-se pel cant. A partir d'aquesta època, va treballar amb diferents grups locals com Duo-Bipoux i Kramer. El 1984 va conèixer a Jean-Michel Rivat (compositor de Joe Dassin, Alain Chamfort i Michel Delpech). Va crear el grup Air 89, més tard Air amb dos amics músics, amb els quals va llançar un primer senzill Cherch l'amour fou el 1984, després, com a solista, Who can know el 1986.
Va ser a finals de 1986 que les coses es van accelerar. Claudie Fritsch s'inicia en una carrera en solitari i es converteix en Desireless, un personatge andrògin i fred (d'aquí probablement el seu nom, que significa "sense desig"). El seu primer senzill, Voyage, Voyage, compost per Jean-Michel Rivat i Dominique Dubois (i escrit originalment per a Michel Delpech), va tenir immediatament un immens èxit a França i a Europa també (núm. 1 a Alemanya, Àustria, Espanya i Noruega; No. 2 a Bèlgica, França; número 4 a Irlanda i Suïssa; número 5 al Regne Unit; número 9 als Països Baixos; número 11 a Finlàndia i Suècia; número 21 a Itàlia). La cançó, el vídeo de la qual va ser dirigit per Bettina Rheims, així com la seva sorprenent aparició van fer de Desireless un autèntic fenomen mediàtic de l'època, Claudie Fritsch es va convertir, als 33 anys, en una de les cantants franceses que va aconseguir força èxit. Tornarem a sentir aquesta cançó, dues vegades, a la pel·lícula Compartiment nº6 del director japonès Juho Kuosmanen estrenada el 2021.
El 1988 va publicar un segon senzill, anomenat "John", aconseguint també força èxit (sobretot a Rússia), però sense repetir la gesta internacional del seu predecessor; va ocupar el número 5 a França, el 8 a Espanya i el 9 a Finlàndia.
Segons el seu lloc web oficial, Desireless encara publica nous àlbums i actua en directe, el 2023 va llançar un nou àlbum amb Operation of the Sun (Antoine Aureche) acompanyat d'una gira mundial.

## Discografia

### Àlbums
- 1989. François
- 1994. I Love You
- 2003. Ses plus grands succès
- 2004. Un brin de paille
- 2007. More Love and Good Vibrations
- 2007. Le petit bisou (en duo amb Mic-Eco)
- 2008. More Love and Good Vibrations (edició russa)
- 2010. More Love and Good Vibrations (reedició per col·lecció)
- 2013. L'Œuf du Dragon
- 2013. I Love You (reedició remasteritzada amb una cançó inèdita: Bonsoir)
- 2014. Noun
- 2015. 2011-2015
- 2015. Guillaume
- 2022. Voyage avec Operation Of The Sun

### EP
- 2011. L'expérience humaine
- 2012. L'Œuf du Dragon
- 2012. XP2
- 2014. Nexus
- 2014. Un seul peuple

### Singles
- 1986. Voyage, Voyage
- 1988. John
- 1989. Qui sommes-nous ?
- 1990. Elle est comme les étoiles
- 1994. Il dort
- 1994. I Love You
- 2004. La vie est belle
- 2006. Free Your Love (duo amb DJ Esteban)
- 2007. Le Petit Bisou (amb Mic-eco)
- 2009. Tes voyages me voyagent (duo amb Alec Mansion)
- 2010. Voyage, Voyage (remix 2010) (amb DJ Esteban)
- 2011. L'expérience humaine
- 2012. Nul ne sait
- 2013. Sertão
- 2013. John (videoclip de Samuel Maurin)
- 2014. L'or du Rhin (videoclip de Samuel Maurin)
- 2014. Un seul peuple (videoclip de Samuel Maurin)
- 2014. Pas de sexes (videoclip de Samuel Maurin)
- 2015. Another Brick in the Wall Part II (videoclip de Greg Gio i Samuel Maurin)

### Altres
- 2008. Recitació del poema Sensation a l'àlbum d'homenatge a Arthur Rimbaud produït pel compositor/intèrpret de didjeridú Raphaël Didjaman al segell musical Tribal zik Records.
- 2012. Versió de Voyage, Voyage per Soap&Skin a l'àlbum Narrow.
- 2015. Col·laboració amb la banda de metal suïssa Voice of ruin en la reescriptura de la cançó Morning wood, extreta de l'EP Consumed.[19]
- 2021. Versió de Voyage, Voyage pel grup de metal Sirenia a l'àlbum Riddles, Ruins & Revelations.